# Euklideszi síkgeometria
Az euklideszi síkgeometria alapfogalmait (lásd: euklideszi axiómák) nem definiáljuk, hanem egyszerűen csak elfogadjuk.  
Ezekkel az alapfogalmakkal definiáljuk a következő fogalmakat:
1. Két egyenes metszi egymást, ha pontosan egy közös pontjuk, metszéspontjuk van.
2. Két egyenes párhuzamos, ha egy síkban vannak és nem metszik egymást (nincs közös pontjuk, vagy legalább kettő van).
3. Két sík metszi egymást, ha pontosan egy közös egyenesük, metszésvonaluk van.
4. Két sík párhuzamos, ha nem metszik egymást (nincs közös egyenesük)

- Egy egyenest egy P pontja két félegyenesre bontja. Ha nem mondunk mást, akkor a P pont mindkét félegyeneshez hozzátartozik.
- Egy síkot egy "e" egyenese 2 félsíkra bontja. Ha nem mondunk mást, akkor az "e" egyenes mindkét félsíkhoz hozzátartozik.
- A teret egy "S" síkja 2 féltérre bontja. Ha nem mondunk mást, akkor az "S" sík mindkét féltérhez hozzátartozik.
- Egy egyenest az A és a B pontja egy szakaszra és két félegyenesre bontja. A szakaszt jelölhetjük AB-vel vagy egy tetszőleges kis betűvel (pl.:a-val). Ha nem mondunk mást, akkor a szakasz végpontjai a szakaszhoz tartoznak.

Euklideszi párhuzamossági axióma (eleve elfogadott): egy "e" egyenessel a rajta kívül fekvő P ponton át pontosan egy párhuzamos egyenes húzható a síkban. (Ez már csak az euklideszi geometriában igaz)

## Távolsággal kapcsolatos definíciók
- Szakasz hossza: a két végpont közötti távolság
- A szakasz hosszát méréssel határozzuk meg. A hosszúság egysége a méter (m).
- Két pont közötti legrövidebb út, az őket összekötő szakasz.
- Két alakzat távolsága, egy-egy pontjuk között húzható legrövidebb szakasz hossza.

## Szögek
- Egy adott pontból kiinduló két félegyenes szöget (szögvonalat) alkot. Az adott pont a szög csúcsa, a félegyenesek a szög szárai. A szög szárai a síkot két szögtartományra bontják. A két szögszár mindkét szögtartományhoz hozzátartozik.
- A szögmérés (egyik) egysége: az 1°. Ha a teljes szöget 2-vel jelöljük, akkor 1°=60' (szögperc) ; 1'=60" (szögmásodperc)
- Konvex szög: egy szög konvex, ha a szögtartomány bármely két pontját összekötő teljes szakasz része a szögtartománynak.
- Konkáv szög: egy szög konkáv, ha a szögtartományban találunk legalább két olyan pontot, melyeket összekötő szakasz metszi legalább az egyik szögszárat.

## Kör
- Azoknak a pontoknak a halmazát a síkon, amelyek a sík egy "O" pontjától adott r (r nem egyenlő 0) távolságra vannak, egy körvonalnak nevezzük.
- Azoknak a pontoknak a halmazát a síkon, amelyek a sík egy "O" pontjától adott r (r nem egyenlő 0) távolságnál nem nagyobb távolságra vannak, zárt körlapnak nevezzük.
- kör = körvonal (de gyakran használjuk a kör kifejezést a körlapra is)